# Nieciecz (Mazovie)
Pour les articles homonymes, voir Nieciecz.
Nieciecz (prononciation : [ˈɲet͡ɕet͡ʂ]) est un village polonais de la gmina de Wilga dans le powiat de Garwolin de la voïvodie de Mazovie dans le centre-est de la Pologne.
Il se situe à environ 5 kilomètres au nord-ouest de Wilga (siège de la gmina), 21 kilomètres à l'ouest de Garwolin (siège du powiat) et à 44 kilomètres au sud-est de Varsovie (capitale de la Pologne).

## Histoire
De 1975 à 1998, le village appartenait administrativement à la voïvodie de Siedlce.